# قائمة أكبر المعمرين الأحياء
هذه قائمة أكبر المعمرين الأحياء  الذين تم التحقق من أنهم على قيد الحياة اعتبارًا من تواريخ المصادر الداعمة المذكورة. وفقًا لتقديرات عام 2015، بلغ عدد الأشخاص الذين وصلوا إلى عمر 110 سنوات ما بين 150 إلى 600 شخص. العدد الحقيقي غير مؤكد، حيث لا يعرف الباحثون جميع المعمرين فوق 110 سنوات في وقت معين، وقد تكون بعض الادعاءات غير قابلة للتحقق أو احتيالية.
- إثيل كاترهام (وُلدت في 21 أغسطس 1909) من المملكة المتحدة هي أكبر شخص معمر على قيد الحياة تم التحقق من عمره.[2]
- جواو مارينيو نيتو (وُلد في 5 أكتوبر 1912) من البرازيل هو أكبر رجل معمر على قيد الحياة تم التحقق من عمره.[3]

## القائمة

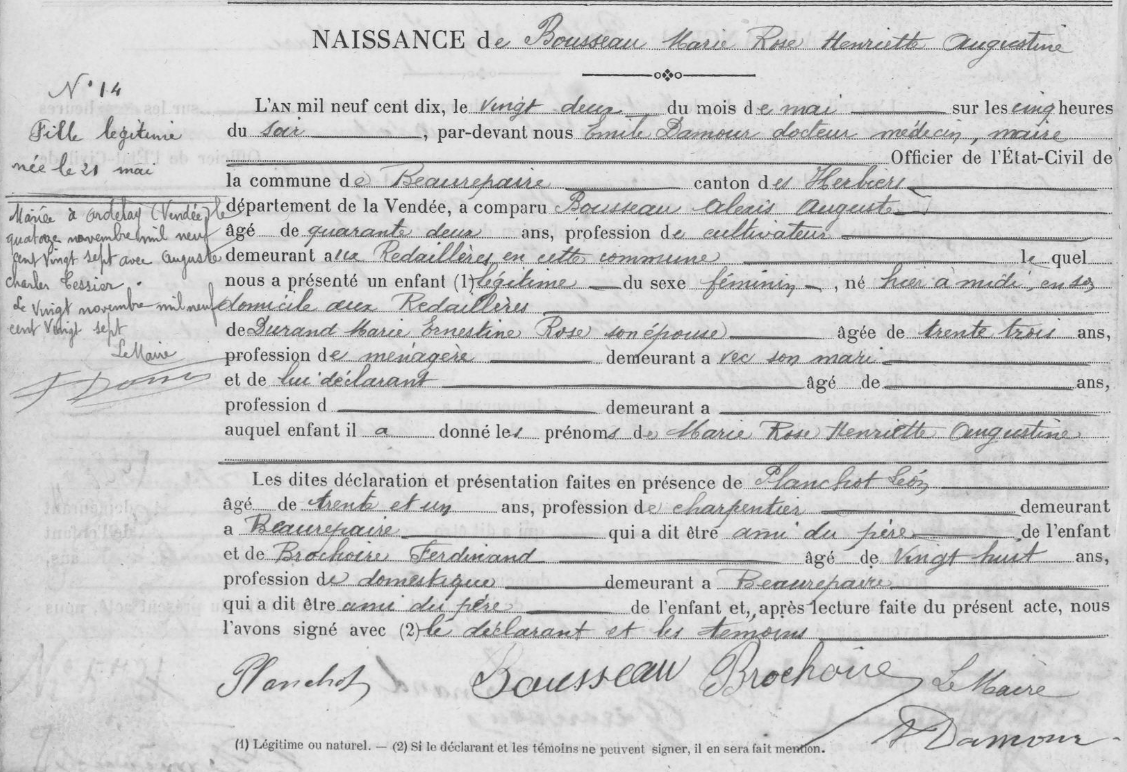
شهادة ميلاد ماري روز تيسييه (ثاني أكبر شخص معمر على قيد الحياة)

| الترتيب | الاسم                         | الجنس | تاريخ الميلاد  | العمر اعتباراً من 24 يونيو 2025 | بلد المواطنة     |
| ------- | ----------------------------- | ----- | -------------- | ------------------------------ | ---------------- |
| 1       | إثيل كاترهام                  | أنثى  | 21 أغسطس 1909  | 115 سنوات و307 أيام            | المملكة المتحدة  |
| 2       | ماري روز تيسييه               | أنثى  | 21 مايو 1910   | 115 سنوات و34 أيام             | فرنسا            |
| 3       | نعومي وايتهيد                 | أنثى  | 26 سبتمبر 1910 | 114 سنوات و271 أيام            | الولايات المتحدة |
| 4       | إيزابيل روزا بيريرا           | أنثى  | 13 أكتوبر 1910 | 114 سنوات و254 أيام            | البرازيل         |
| 5       | لوسيا لورا سانجينيتو          | أنثى  | 22 نوفمبر 1910 | 114 سنوات و214 أيام            | إيطاليا          |
| 6       | أندريه بيرتوليتو              | أنثى  | 1 يناير 1911   | 114 سنوات و174 أيام            | فرنسا            |
| 7       | يولاندا بيلتراو دي أزيفيدو    | أنثى  | 13 يناير 1911  | 114 سنوات و162 أيام            | البرازيل         |
| 8       | مياوكو هيروياسو               | أنثى  | 23 يناير 1911  | 114 سنوات و152 أيام            | اليابان          |
| 9       | ماريتا كاماتشو كيروز          | أنثى  | 10 مارس 1911   | 114 سنوات و106 أيام            | كوستاريكا        |
| 10      | ماريا باسكوالينا دي كاسترو    | أنثى  | 2 مايو 1911    | 114 سنوات و53 أيام             | البرازيل         |
| 11      | ماري هاريس                    | أنثى  | 13 مايو 1911   | 114 سنوات و42 أيام             | الولايات المتحدة |
| 12      | شيغيكو كاغاوا                 | أنثى  | 28 مايو 1911   | 114 سنوات و27 أيام             | اليابان          |
| 13      | بياتريز فيريرا دوارتي         | أنثى  | 21 يونيو 1911  | 114 سنوات و3 أيام              | البرازيل         |
| 14      | بونيتا جيبسون                 | أنثى  | 4 يوليو 1911   | 113 سنوات و355 أيام            | الولايات المتحدة |
| 15      | ويني فيلبس                    | أنثى  | 10 أكتوبر 1911 | 113 سنوات و257 أيام            | الولايات المتحدة |
| 16      | فويو كيشيموتو                 | أنثى  | 20 ديسمبر 1911 | 113 سنوات و186 أيام            | اليابان          |
| 17      | فرانشيسكا فيوريليو            | أنثى  | 11 يناير 1912  | 113 سنوات و164 أيام            | إيطاليا          |
| 18      | سوميكو موري                   | أنثى  | 30 يناير 1912  | 113 سنوات و145 أيام            | اليابان          |
| 19      | إيلسي ماينجاست                | أنثى  | 14 مارس 1912   | 113 سنوات و102 أيام            | الولايات المتحدة |
| 20      | مارغريت رومانز                | أنثى  | 16 مارس 1912   | 113 سنوات و100 أيام            | كندا             |
| 21      | ماريا كارميلا ريتشي           | أنثى  | 16 أبريل 1912  | 113 سنوات و69 أيام             | إيطاليا          |
| 22      | ماريا جورجي إستيفيز دي ألميدا | أنثى  | 28 مايو 1912   | 113 سنوات و27 أيام             | البرازيل         |
| 23      | شيزوكو كيونا                  | أنثى  | 10 يونيو 1912  | 113 سنوات و14 أيام             | اليابان          |
| 24      | توشي أراشيرو                  | أنثى  | 6 يوليو 1912   | 112 سنوات و353 أيام            | البرازيل         |
| 25      | مادلين ديلامونيكا             | أنثى  | 23 يوليو 1912  | 112 سنوات و336 أيام            | فرنسا            |
| 26      | لويز سينيور                   | أنثى  | 31 يوليو 1912  | 112 سنوات و328 أيام            | الولايات المتحدة |
| 27      | أنجيليكا تيسكورنيا            | أنثى  | 22 أغسطس 1912  | 112 سنوات و306 أيام            | الأرجنتين        |
| 28      | ماريانا بينا مونتيرو          | أنثى  | 2 سبتمبر 1912  | 112 سنوات و295 أيام            | البرازيل         |
| 29      | روزا ميكايلا بويرتاس          | أنثى  | 29 سبتمبر 1912 | 112 سنوات و268 أيام            | الأرجنتين        |
| 30      | وينوناه بيش                   | أنثى  | 2 أكتوبر 1912  | 112 سنوات و265 أيام            | الولايات المتحدة |
| 31      | جواو مارينيو نيتو             | ذكر   | 5 أكتوبر 1912  | 112 سنوات و262 أيام            | البرازيل         |
| 32      | كاثرين فيريل                  | أنثى  | 10 أكتوبر 1912 | 112 سنوات و257 أيام            | الولايات المتحدة |
| 33      | ماري لويز أندريه              | أنثى  | 16 أكتوبر 1912 | 112 سنوات و251 أيام            | فرنسا            |
| 34      | ميهو كوماغاي                  | أنثى  | 20 أكتوبر 1912 | 112 سنوات و247 أيام            | اليابان          |
| 35      | مجهولة (من كيميتسو)           | أنثى  | 30 أكتوبر 1912 | 112 سنوات و237 أيام            | اليابان          |
| 36      | أكينو يويدا                   | أنثى  | 5 نوفمبر 1912  | 112 سنوات و231 أيام            | اليابان          |
| 37      | ميراه سميث                    | أنثى  | 9 نوفمبر 1912  | 112 سنوات و227 أيام            | المملكة المتحدة  |
| 38      | لويز بوركهلتر                 | أنثى  | 13 نوفمبر 1912 | 112 سنوات و223 أيام            | الولايات المتحدة |
| 39      | مجهولة (من كيوتو)             | أنثى  | 15 نوفمبر 1912 | 112 سنوات و221 أيام            | اليابان          |
| 40      | آنا ناتيلا                    | أنثى  | 21 نوفمبر 1912 | 112 سنوات و215 أيام            | الولايات المتحدة |
| 41      | جورجيت هوارد                  | أنثى  | 24 نوفمبر 1912 | 112 سنوات و212 أيام            | فرنسا            |
| 42      | هيدينو كاواجي                 | أنثى  | 28 نوفمبر 1912 | 112 سنوات و208 أيام            | اليابان          |
| 43      | ماريا دا كونسيساو بريتو       | أنثى  | 31 ديسمبر 1912 | 112 سنوات و175 أيام            | البرتغال         |
| 44      | يوكي تاكاهاشي                 | أنثى  | 4 يناير 1913   | 112 سنوات و171 أيام            | اليابان          |
| 45      | هازل شولتز                    | أنثى  | 12 يناير 1913  | 112 سنوات و163 أيام            | الولايات المتحدة |
| 46      | هيدي إندو                     | أنثى  | 13 يناير 1913  | 112 سنوات و162 أيام            | اليابان          |
| 47      | فرجينيا بيل                   | أنثى  | 29 يناير 1913  | 112 سنوات و146 أيام            | الولايات المتحدة |
| 48      | يولاليا برافو برافو           | أنثى  | 12 فبراير 1913 | 112 سنوات و132 أيام            | المكسيك          |
| 49      | يوشي ياماموتو                 | أنثى  | 18 فبراير 1913 | 112 سنوات و126 أيام            | اليابان          |
| 50      | إيفون فرانسييه                | أنثى  | 28 فبراير 1913 | 112 سنوات و116 أيام            | فرنسا            |

## الملاحظات
1. ↑  وُلدت إيلسي في  الإمبراطورية الألمانية.
2. ↑  وُلدت مارغريت في  الإمبراطورية الروسية فيما يعرف الآن بـ لاتفيا.
3. ↑  وُلدت ماريا في البرتغال.
4. ↑  وُلدت توشي في اليابان.
5. ↑  وُلدت ميراه في  جامايكا.
6. ↑  وُلدت آنا في إيطاليا.
7. ↑  وُلدت هازل في كندا.
8. ↑  وُلدت إيفون في بلجيكا.